# Política de Japón
Japón es una monarquía constitucional con un parlamento bicameral, el Kokkai (en japonés 国会) o Dieta. El poder ejecutivo lo ejerce un Gabinete, responsable ante la dieta y compuesto por el primer ministro y ministros de estado, debiendo ser todos civiles. El primer ministro debe ser un miembro de la Dieta y elegido por la misma. Tiene el poder de nombrar y despedir a los ministros, de los que la mayor parte debe consistir en miembros del parlamento. La constitución atribuye la soberanía, que anteriormente recaía en el emperador, al pueblo japonés, quedando el emperador como símbolo del Estado.
La rama legislativa se compone de una cámara de representantes (shūgi-dan 衆議院 en japonés) de 480 escaños, elegida por sufragio universal cada cuatro años, y una cámara de consejeros (sangi-dan 参議院) de 247 escaños cuyos miembros son elegidos por seis años. El sufragio es siempre universal y secreto para los hombres y mujeres mayores de edad (la mayoría de edad se establece en Japón a los veinte años). Dado que el emperador tiene un papel meramente simbólico, a veces se clasifica a Japón como una democracia parlamentaria.   
Partidos políticos de Japón:
- Partido Liberal Democrático (自由民主党, Jiyū Minshutō)
- Nuevo Kōmeitō (公明党, Kōmeitō)
- Partido Comunista Japonés (日本共産党, Nihon Kyōsantō)
- Partido Socialdemócrata de Japón (社会民主党, Shakai Minshutō)
- Los Verdes (緑の党, Midorinotō)

## Antiguos partidos políticos
Partido Democrático de Japón (民主党, Minshutō)
Nuevo Partido Conservador (保守新党, Hoshu Shintō)